# خادم أباد مختار (سررود الجنوبي)
خادم أباد مختار (بالفارسية: خادم‌آباد مختار) هي قرية تقع في إيران في قسم سررود الجنوبي الريفي. يقدر عدد سكانها بـ 46 نسمة .